# 巴尼奥-迪罗马涅
巴尼奥-迪罗马涅（義大利語：Bagno di Romagna），是意大利费利-切塞纳省的一个市镇。总面积233.44平方公里，人口6191人，人口密度26.5人/平方公里（2009年）。ISTAT代码为040001。

## 友好城市
- 瑞士拉珀斯维尔